# Viaduc de Rochettaz
Le viaduc de Rochettaz (ou Rochette), dit aussi viaduc de La Conversion, est un pont de chemin de fer sur la ligne Lausanne – Berne, gérée anciennement par la Société des chemins de Fer Ouest-Suisse. Cet ouvrage d'art franchit le ravin creusé par la Paudèze, cours d’eau séparant les communes de Pully et de Belmont-sur-Lausanne, dans le canton de Vaud en Suisse.

## Historique
L’ouvrage est construit de 1858 à 1862 sous la direction de MM. Houët et Gein, ingénieurs, par les entrepreneurs Ladet et Alphaise.

## Caractéristiques
L'ensemble, long de 199 mètres large de 8 m entre les parapets, comprend douze arches en plein cintre de douze mètres d’ouverture. Le tout est réalisé en moellons de Meillerie et, pour la pierre de taille, en roc d’Arvel et de Saint-Triphon (coût 798 000 francs).